# Довгалюк Іван Анатолійович
Довгалюк Іван Анатолійович (16 жовтня 1989, Мишковичі, Тернопільська область) — актор Національний академічний український драматичний театр імені Марії Заньковецької, ведучий телеканалу ZIK.

## Біографія
Народився у с. Мишковичі, Тернопільський район, Тернопільська область. У період з 1995—2006 рр. навчався у Мишковицькій ЗОШ І — ІІІ ступенів. Паралельно відвідує студію при музичному училищі, клас скрипки у районній музичній школі с. Березовиця. 2004—2006 рр. соліст будинку культури с. Мишковичі. З 2006 по 2008 рік навчається у державному педагогічному університеті імені Івана Гнатюка. Пізніше перевівся у музичне училище імені Соломії Крушельницької на театральний факультет, в майстерню народного артиста України В'ячеслава Хім'яка. Закінчив училище у 2010 році та отримав диплом молодшого спеціаліста за фахом «Актор драми».
По закінченню училища вступив у Рівненський державний гуманітарний університет на театральне відділення у творчу майстерню народної артистки України Ліни Ізарової. У 2013 році здобув диплом спеціаліста за спеціальністю «Актор драматичного театру та кіно».
З вересня 2013 року по червень 2019 року працював у Львівському академічному драматичному театрі імені Лесі Українки. З 2015 по 2017 ведучий програми «Лікарські таємниці» на телеканалі ZIK. З 2017 року актор «Вільного театру ОКО»

## Акторські роботи в театрах
Львівський академічний драматичний театр імені Лесі Українки
- 2013 — Мисливець, "Пригоди невгамовного зайчика та Червоної шапочки (реж. Людмила Колосович)
- 2014 — Джо Янкі, «Моя дорога Памела або Як уколошкати стареньку» (реж. Людмила Колосович)
- 2015 — Пташка Дарзі «Великі подвиги маленького Рікі-Тікі-Таві» (реж. Л. Колосович)
- 2013 — Леонідо, «Собака на сіні» (реж. Людмила Колосович)
- 2013 — Вінні-Пух, «Вінні-Пух і всі-всі-всі» (реж. Людмила Колосович)
- 2014 — Вінні-Пух, «Загублений хвіст, або Як вінні-Пух допоміг Іа-Іа» (реж. Людмила Колосович)
- 2014 — Козак молодий, «Стіна» (реж. Людмила Колосович)
- 2014 — Петро, мюзикл «DIVKA» (реж. Олексій Коломійцев)
- 2014 — Живе кіно «Вівісекція» (реж. Олексій Коломійцев)
- 2014 — Опера «Антиформалістичний райок» (реж. Олексій Коломійцев)
- 2015 — Зосима, рок-опера «Ірод» (реж. Олексій Коломійцев)
- 2016 — Петро, трагікомедія «Слава героям» (реж. з.д.м. України Олексій Кравчук)
- 2016 — Принц, емоційні пейзажі за мотивами казки братів Грімм «Білосніжка» (реж. Анна Єпатко)
- 2016 — Режисер, Ля, треш-детектив «Людина в підвішеному стані» (реж. Ігор Білиць)[10]
- 2016 — Вовк, музична вистава для дітей «Золоте курча» (реж. Роман Скоровський)
- 2017 — Король, сімейний мюзикл «Зачарована принцеса» (реж. Олена Сєрова-Бондар)
- 2017 — Дільничний, драма «Баба Пріся» (реж. з.д.м. України Олексій Кравчук)
- 2017 — Хереа, пауза між нотами за п'єсою Альбера Камю «Калігула» (реж. з.д.м. України Олексій Кравчук)
- 2017 — Комерсант, вистава для всієї родини «Різдвяна історія» (реж. Олена Апчел)
- 2018 — Тигрик, алегорична комедія, «боженька» (реж. Ігор Білиць)

Тернопільський академічний обласний музично-драматичний театр імені Тараса Шевченка
- 2009 — Сіра миша-батько, «Всі миші люблять сир» (реж. В'ячеслав Хім'як) — Дипдомна робота при музучилищі
- 2010 — Пастор Мандерс, «Привиди» (реж. В'ячеслав Хім'як)

Рівненський академічний український музично-драматичний театр
- Дипломна робота в РДГУ 2012 — Мамаєв, «На всякого мудреця доволі простоти» (реж. Володимир Богатирьов)

- Дипломна робота в РДГУ 2013 — Амелькар, «Месьє Амелькар або Все оплачено» (реж. Ліна Ізарова)

## Нагороди та визнання
- 2010 — учасник щорічного міжнародного лемківського фестивалю «Дзвони Лемківщини» (м. Монастириська Тернопільська обл.)

- 2015 — нагороджений почесною грамотою за внесок у розвиток національного театрального мистецтва від Львівської обласної державної адміністрації